# St. Valentin (Krautscheid)

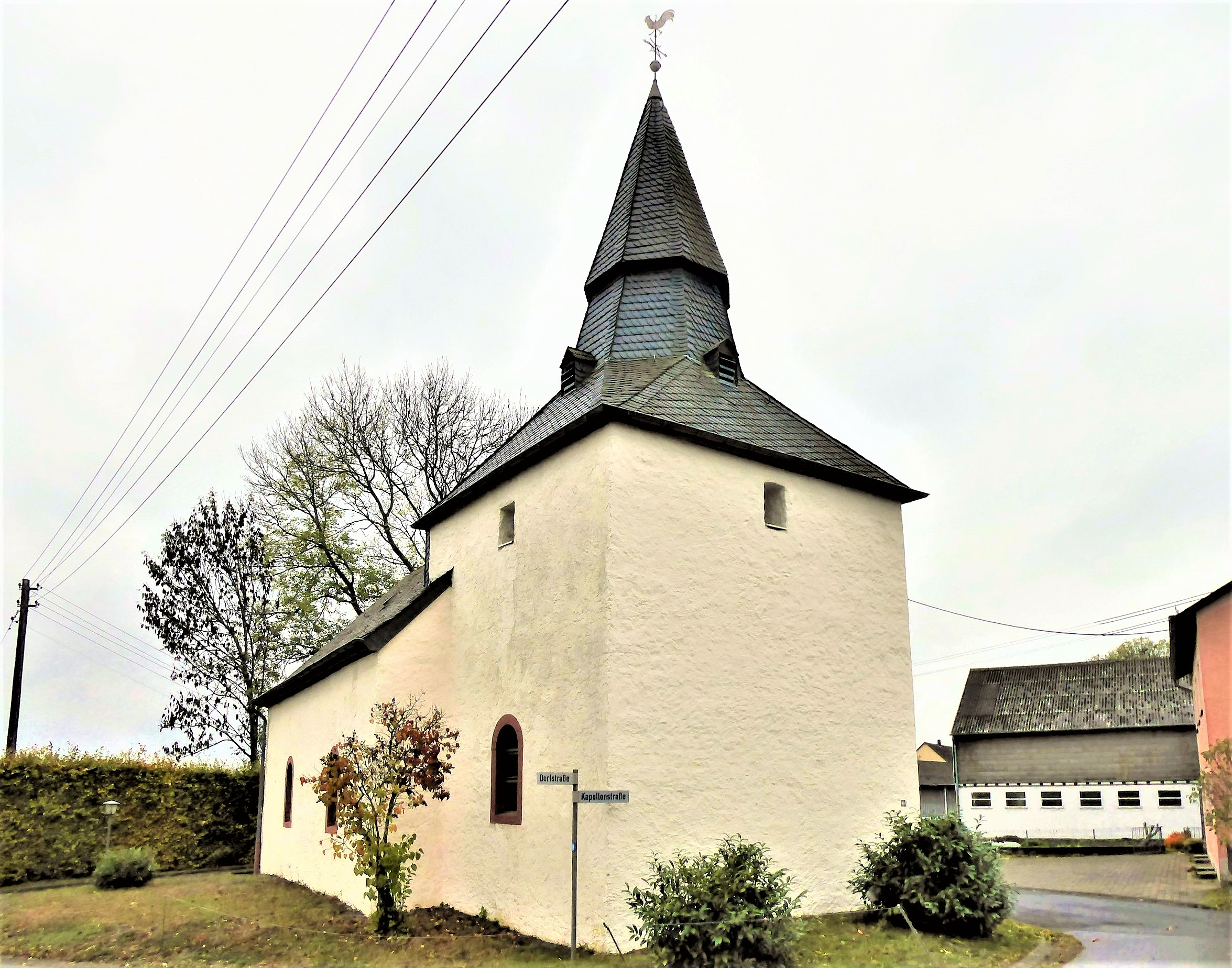
St. Valentin

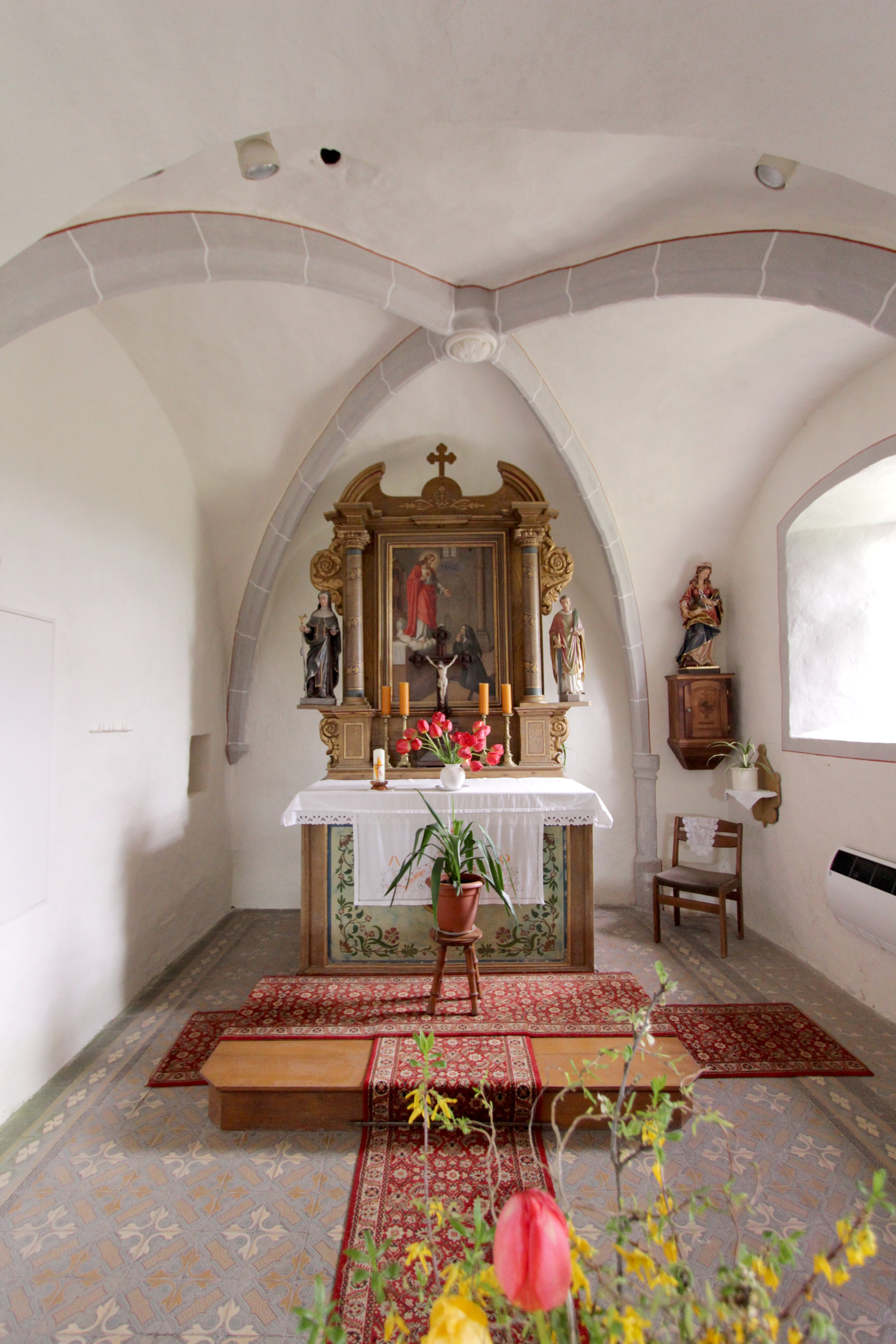
Blick in den Chorraum

St. Valentin ist eine römisch-katholische Filialkirche in der Ortsgemeinde Krautscheid im Eifelkreis Bitburg-Prüm in Rheinland-Pfalz.

## Geschichte
Die im Kern mittelalterliche Chorturmkirche ist nicht sicher datiert. Das Dehio-Handbuch spricht von einem romanischen Bau, während der Kunsthistoriker Ernst Wackenroder wegen des spätgotischen Kreuzrippengewölbes im Chorraum von einem Bauwerk der Gotik spricht. Hierbei kann es sich aber um einen spätmittelalterlichen Umbau handeln.
Die Existenz einer Kapelle, noch unter einem Marien-Patrozinium, wurde in Krautscheid (genannt Kruisseit) bereits 1231 urkundlich erwähnt. Ein Kapellenbau in Krautscheid wurde in einem Visitationsprotokoll im Jahr 1570 aufgelistet. Im Lauf des 18. Jahrhunderts wurde die Kirche erneuert und das Langhaus möglicherweise neu aufgeführt.
Mit St. Lucia in Hölzchen und Zu den heiligen Drei Jungfrauen in Lauperath befinden sich zwei nahezu baugleiche mittelalterliche Chorturmkirchen in unmittelbar benachbarten Ortschaften.